# Liberación de Saint-Malo
La liberación de Saint-Malo y de su entorno por las tropas aliadas tuvo lugar en agosto de 1944. Designada por los alemanes como fortaleza portuaria (festung) e integrante del Muro del Atlántico, la ciudad fue devastada completamente debido a los bombardeos estadounidenses y a los incendios que provocaron.

## Contexto

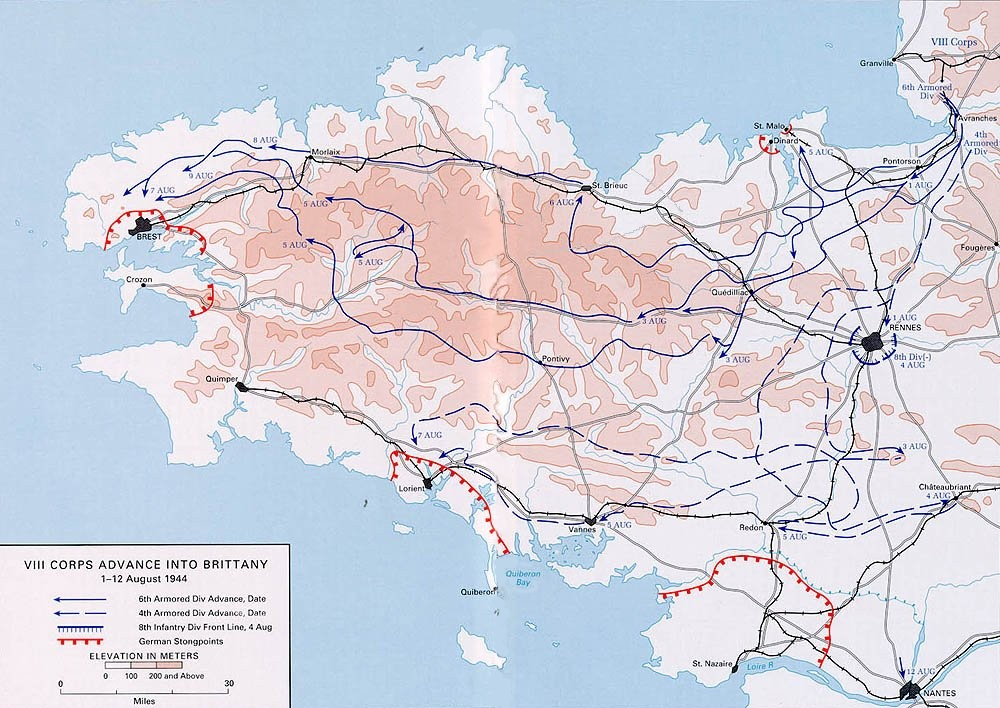
Mapa con el avance aliado por Bretaña

El éxito de la Operación Cobra y el avance por Avranches marcó el final de varias semanas de estancamiento aliado en el frente normando. Las tropas estadounidenses llegaron en pocos días a las puertas de Bretaña y las tropas alemanas se replegaron hacia los principales puertos, que habían sido designados como festung (fortalezas), caso de Brest, Lorient, Saint-Nazaire o Saint-Malo.
El Tercer Ejército Estadounidense, comandado por el general Patton, tenía la misión de apoderarse de estos puertos con el fin de facilitar el desembarco de material y hombres llegados directamente de Estados Unidos, ya que hasta el momento los aliados contaban exclusivamente con un solo puerto de aguas profundas en Cherbourg.
Patton tenía como objetivo prioritario la toma de Brest, pero el importante repliegue alemán en Saint-Malo (13000 hombres) hizo que otros generales como Troy Middleton juzgaran peligroso seguir el avance hacia el oeste bretón dejando la fortaleza de Saint-Malo intacta.

## Combates

### Avance americano hacia Saint-Malo
Entre el dos y el tres de agosto de 1944 las primeras unidades estadounidenses se posicionan a escasos kilómetros de Saint-Malo, teniendo como objetivo la toma de Châteauneuf-d'Ille-et-Vilaine, llave de la primera línea de defensa alemana. Ante el avance aliado, el coronel von Aulock ordena la evacuación de la población de Saint-Malo.

### Toma de la ciudad

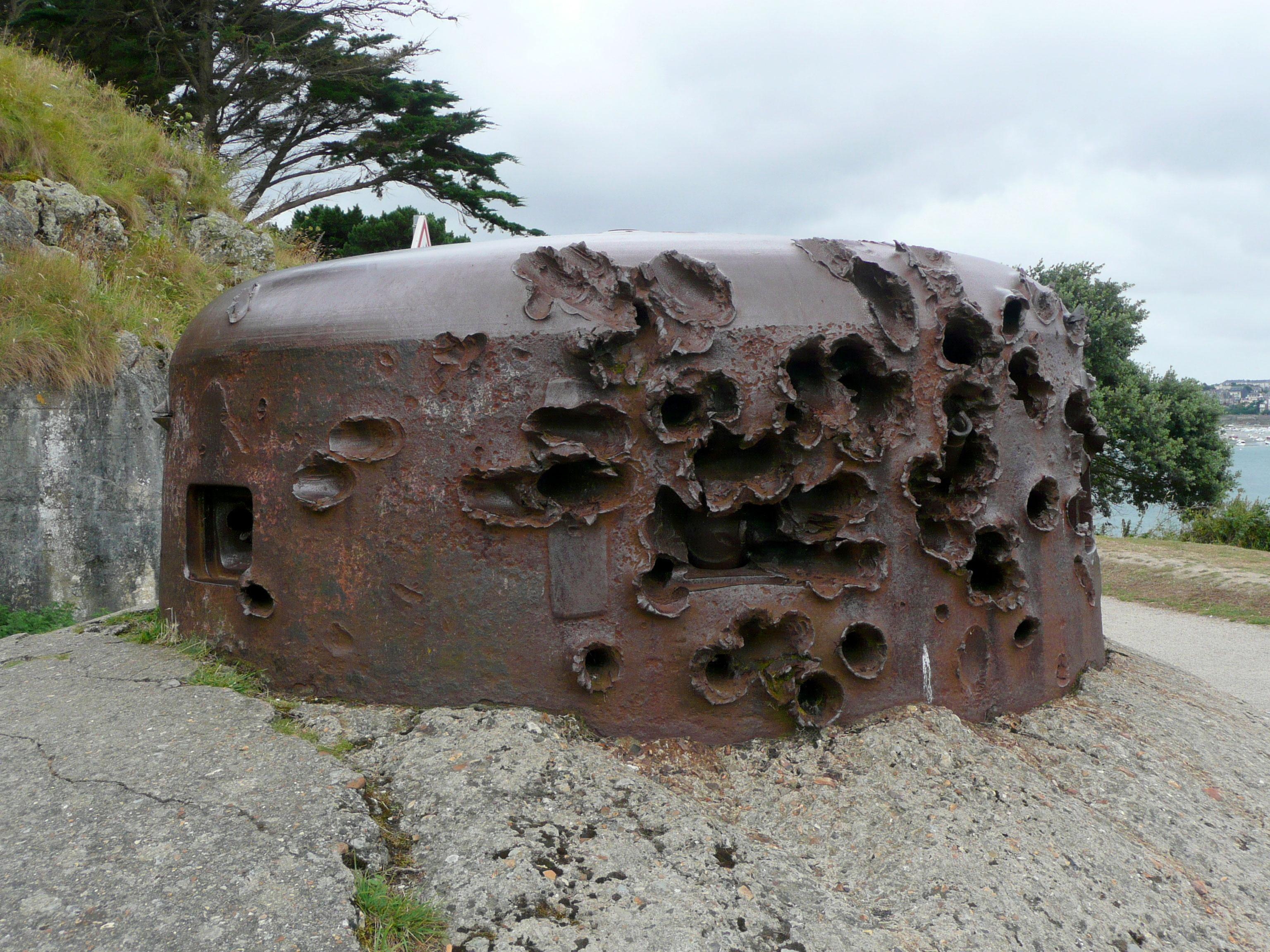
Una de las torretas de tiro alemanas en Aleth. Los impactos de obús demuestran la intensidad de los bombardeos estadounidenses.

El domingo, día seis, caen los primeros obuses sobre Saint-Malo debido a que las tropas estadounidenses han ocupado sin demasiada oposición sus cercanías (Paramé y Saint-Servan, hoy en día integrantes del núcleo urbano de Saint-Malo), sin embargo los alemanes mantienen el control de Saint-Malo, de la cercana isla de Cézembre y especialmente de la fortaleza de Aleth, donde se había construido una auténtica fortaleza subterránea a prueba de asedios y bombardeos.
Los bombardeos aéreos se suceden y los incendios estallan en el viejo centro histórico, donde debido al asedio y a la evacuación de la ciudad, se propagan y destruyen la mayor parte de los edificios. Mientras tanto los alemanes han tomado como rehenes a varios centenares de franceses, que son encerrados en el cercano Fort National.
Los fuertes bombardeos y la escasa esperanza de recibir refuerzos hacen que los alemanes rindan Saint-Malo el 14 de agosto, si bien las tropas estadounidenses habrán de esperar unos días más antes de que la fortaleza de Aleth se rinda a su vez.

### Rendición de la isla de Cézembre
A finales de agosto la presencia alemana en Saint-Malo se reduce a la isla de Cézembre, una pequeña isla fortificada a escasos kilómetros de la costa que quedará a las órdenes del almirante Friedrich Hüffmeier, comandante de las fuerzas alemanas presentes en las islas Anglonormandas.
Los bombardeos continuos desde tierra y por aire arrasan la isla y Cézembre tendrá el triste honor de ser uno de los lugares de la II Guerra Mundial donde caerán más bombas por metro cuadrado, además de ser uno de los primeros lugares donde se probarán las bombas de napalm. Viendo el estado desolador de las fortificaciones, el 2 de septiembre la guarnición alemana (unos 300 hombres) se rinde, poniendo fin a los combates en la zona de Saint-Malo.

## Consecuencias
A comienzos de septiembre la mayor parte del Saint-Malo "Intra Muros", el centro histórico de la ciudad, está completamente destruido, y además su importante puerto está inutilizado debido a las cargas explosivas colocadas por los alemanes, pero el camino para el control total de Bretaña ha sido allanado, y los ejércitos estadounidenses pueden concentrarse en la liberación del este de Francia.
La reconstrucción de la ciudad comienza inmediatamente y no acabará hasta 1972, reconstruyéndose en estilo los principales edificios, a diferencia de otras ciudades bretonas arrasadas durante la guerra como Brest o Lorient, lo que sin duda contribuyó a su rápido resurgimiento como destino turístico.
- Datos: Q3238000
- Multimedia: Liberation of Saint-Malo / Q3238000